# ذي الجمل (المخادر)

تعديل مصدري - تعديل

ذي الجمل هي إحدى قرى عزلة الشرف بمديرية المخادر التابعة لمحافظة إب، بلغ تعداد سكانها 205 نسمة حسب تعداد اليمن لعام 2004.